# Karl Urban
Karl-Heinz Urban (* 7. června 1972 Wellington) je novozélandský herec.
V televizi debutoval v roce 1990, v průběhu 90. let 20. století hrál např. v seriálech Herkules a Xena, kde mimo jiné ztvárnil Julia Caesara. V prvním hollywoodském snímku se objevil v roce 2002 (horor Loď duchů). V letech 2002 a 2003 hrál ve filmech Pán prstenů: Dvě věže a Pán prstenů: Návrat krále postavu Éomera. V následujících letech hrál např. ve snímcích Riddick: Kronika temna (2004), Bournův mýtus (2004), Doom (2005), Cesta bojovníka (2007), Red (2010), Kazatel (2011) či Dredd (2012). Ve filmech Star Trek (2009), Star Trek: Do temnoty (2013) a Star Trek: Do neznáma (2016) ztvárnil doktora Leonarda McCoye. V roce 2019 začal působit v roli Billyho Butchera v seriálu Banda.